# Nábojová komora

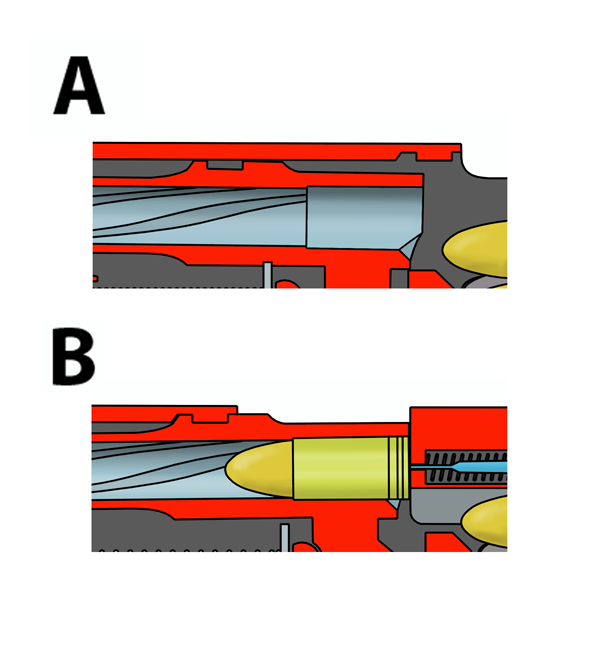
Řez nábojou komorou pistole:
A-Prázdná komora. B-Komora s nábojem.

Nábojová komora je prostor ve kterém je uložen náboj v okamžiku výstřelu. Obvykle je nábojová komora součástí hlavně zbraně. U revolverů je nábojová komora součástí válce revolveru.
U některých zbraní (nebo přístrojů) nemusí být nábojová komora odlišena od vodící části vývrtu. Příkladem takého uspořádání jsou některé signální pistole, expanzní přístroje, nebo granátomety. 

## Konstrukce nábojové komory
Tvar a rozměry nábojové komory vychází z rozměrů náboje. Liší se o vůle nutné pro zasouvání náboje při nabíjení a vytažení nábojnice po výstřelu a musí respektovat výrobní tolerance nábojů.
Rozměry nábojových komor jsou normalizovány pro konkrétní náboje. Norma se může lišit v požadavcích na tolerance pro komory automatických zbraní. Tolerance zde mohou být jiné z důvodu zabezpečení automatické funkce.

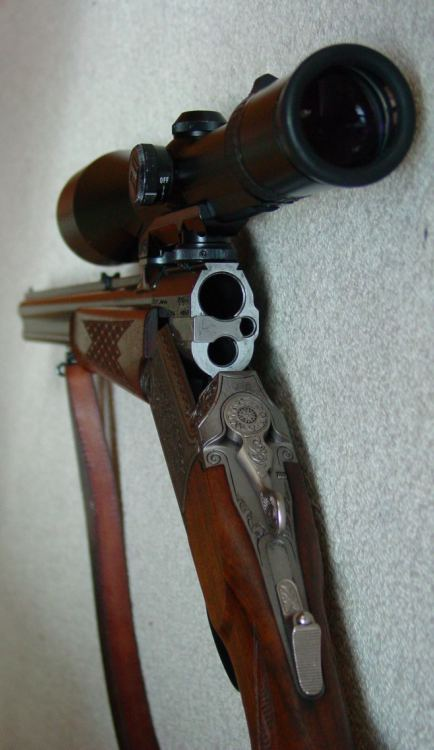
Nábojové komory kombinované zbraně
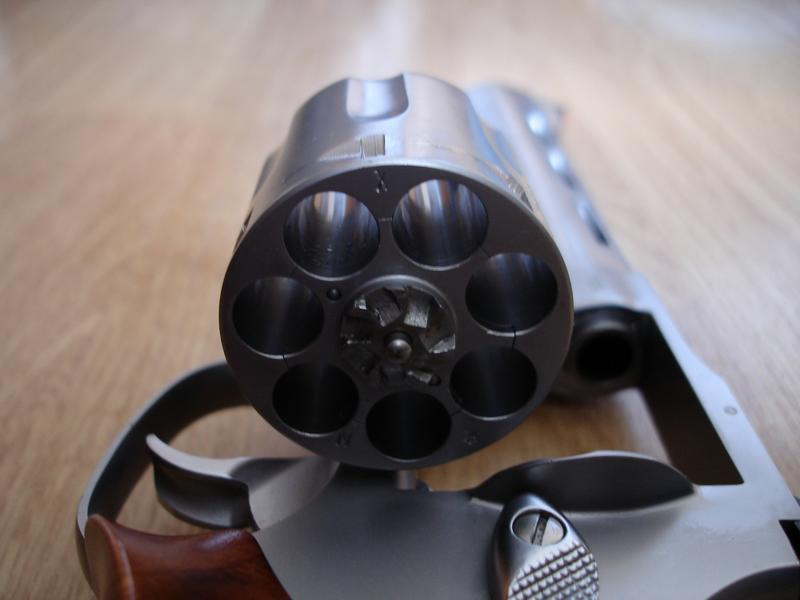
Pohled do nábojových komor ve válci revolveru

### Výtažná síla
Při střelbě dochází jednak k dočasné pružné deformaci nábojové komory a mimo to i k jejímu roztažení v důsledku zahřátí. K podobným deformacím dochází i u nábojnic. U nábojnic může dojít k trvalé deformaci.  Uvedené faktory mohou vést ve výsledku k zvýšení požadavku na sílu potřebnou k vytažení nábojnice po výstřelu.
Některé nábojové komory proto mohou mít konstrukční úpravy které pomáhají snižovat požadovanou sílu potřebnou pro vytažení nábojnice z komory po výstřelu. Jednou z možností je například podélné drážkování části nábojové komory. 

### Zabezpečení polohy náboje
Důležitou funkcí nábojové komory je zabezpečení správné polohy náboje před výstřelem. K zabezpečení polohy náboje v nábojové komoře se používá několik způsobů. Liší se podle nábojnic:
- u nábojnic s okrajem se využívá dosednutí náboje na tento okraj,
- u nábojnic bez okraje, které mají na svém těle kužel může být dosedání řešeno na tento kužel,
- u nábojnic bez okraje lze dosedání řešit na horní hranu nábojnice a
- u nábojnic s nákružkem se používá dosedání na nákružek. Toto není široce používáno, protože nákružek zdražuje výrobu nábojnic.

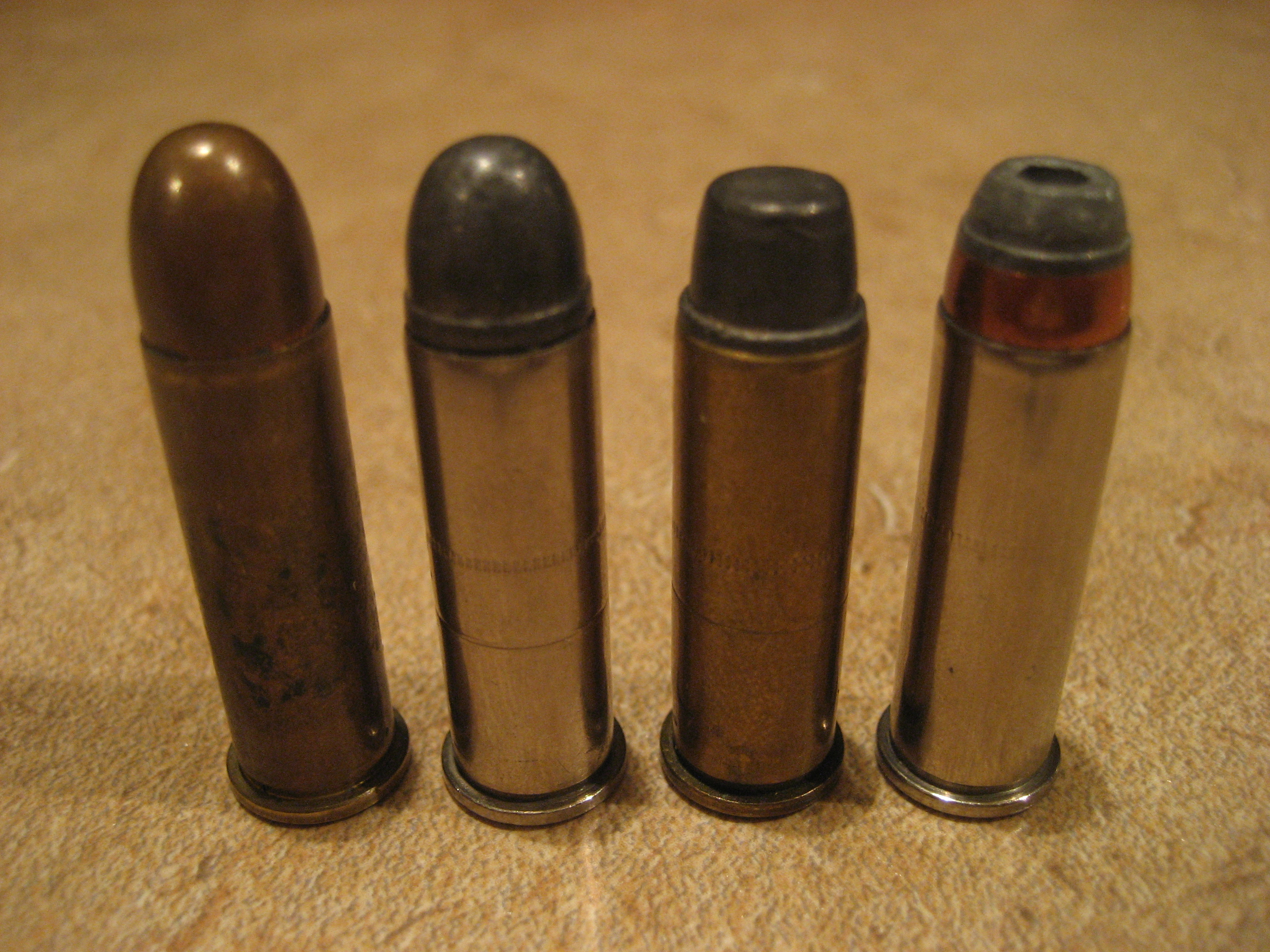
Nábojnice s okrajem (náboje .38 Special)
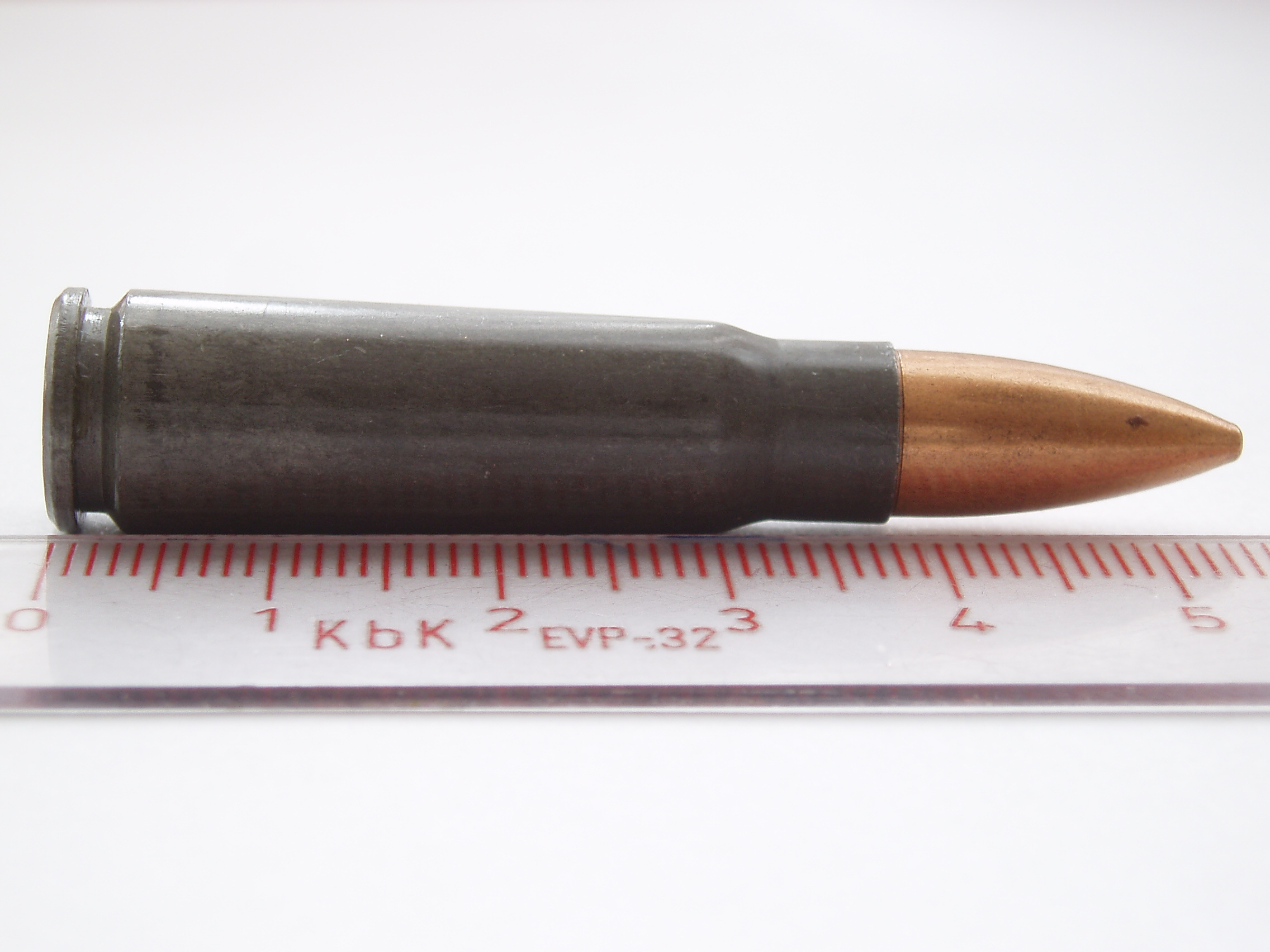
Nábojnice s kuželem (náboj 7,62 × 39 mm)
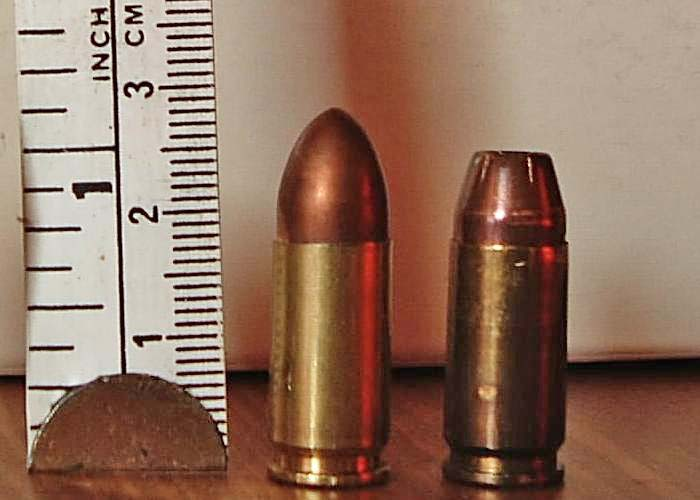
Nábojnice bez okraje i bez kuželu (9 × 19 mm Luger)
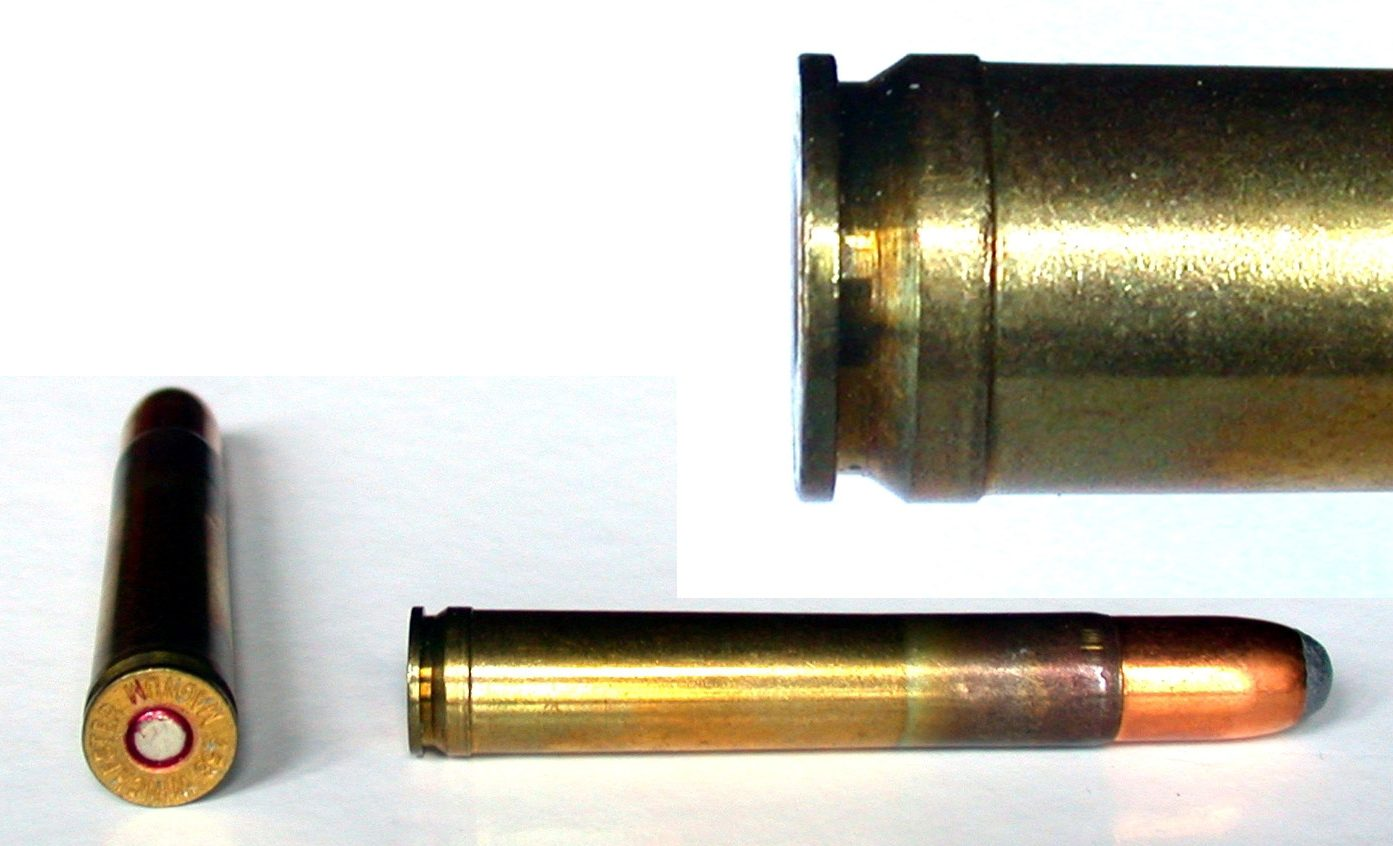
Nábojnice s nákružkem (.458 Winchester Magnum)

## Nábojové komory kulových zbraní
Stejně jako nábojová komora má i náboj určité výrobní tolerance. Při praktickém použití může dojít k nabíjení náboje vyrobeného v maximální plusové toleranci (tedy dlouhý náboj), do nejkratší nábojové komory (vyrobené v přípustné minusové toleranci). Nebo naopak nabíjení krátkého náboje do dlouhé komory. Tyto stavy můžeme považovat za mezní nabíjecí podmínky.
U kulových zbraní je požadaváno, aby nedocházelo k tzv. volnému letu střely. To znamená, že střela by měla být zaříznuta do drážek dříve, než opustí krček nábojnice. V opačném případě je zbraň vystavena vyššímu namáhání, které může vést až k destrukci zbraně. 
Opačným extrémem je zaříznutí střely do drážek už při zavření závěru. To může způsobovat problémy při vybíjení nepoužitého náboje ze zbraně a kromě toho může být poškozen i náboj uvolněním zaškrcení střely v nábojnici.

## Nábojové komory brokových zbraní
Do brokovnic se používá střelivo u kterých je nábojnice, respektive její vrchní část, vyráběna z papíru, nebo plastu. Existují ale i nábojnice, které jsou celé z mosazi.
U nábojnic konstruovaných z papíru, nebo plastu je střela v nábojnici uzavřena zalemováním, nebo uzavřením do hvězdy. Díky tomu je zavřený náboj kratší, než otevřená nábojnice.
Délka nábojové komory je zkonstruována tak, aby byla delší, než je plná délka nábojnice po otevření. Délky nábojových komor brokovnic byly mezinárodně normalizovány podle původních britských rozměrů. Nábojové komory se vyrábí v délkách 65, 67,5, 70, 76 nebo 89 mm. Ráže Magnum se zvýšeným tlakem používají délky komor 76, nebo 89 mm.